# Равни Тополовац
Равни Тополовац (мађ. Katalinfalva) је насеље у општини Житиште, у Средњобанатском управном округу, у Србији. Према попису из 2022. било је 869 становника.

## Историја
Поједини извори наводе да прво помињање села под именом Тополовац датира из XVII века. Како се наводи, било је то насеље са претежно српским живљем. На простору око Бечкерека, Лугоша и Темишвара забележено је више насеља под овим именом. На Угарским картама које се односе на XVI, XVII и XVIII век налазимо више насеља под овим именом. Тако се ово име пренело на више потеза у банатским насељима поред реке Тамиш (Сечањ, Сарча, Катарина). После Другог светског рата нови насељеници дали су насељу Катарина име Равни Тополовац.
Насеље припада простору који се данас назива Средњи Банат (Кеве округ, Торонталска жупанија, Бечкеречки округ, Тамишки Банат, Тамишки срез, Средњобанатски округ) на северној географској ширини 45º 26´ и источној географско дужини 20º 35´. Надморска висина насеља и атара Равни Тополовац креће се од 69 до 81 метар.
Захвата површину од око 31 km2.

## Порекло имена
Име овог места изведено је од имена топола (papulus alba) у историјским и на географским картама (Kathreinfeld, Katarina, Katharinenfeld). Под овим именом насеље се среће у подручју Ботоша и Сечња близу реке Тамиш. Услед честих поплава насеље је мењало место, увек јужно од данашњег места и различито је записивано. Претпоставља се да је основано 1795. и насељено немачким становништвом.
Крајем 18. века основано је насеље Катаринафелд, данашњи Равни Тополовац. Село је током своје историје променило неколико имена:
1. 1794-1853. Катаринафелд (Katharinafeld)
2. 1854-1864. Катариненфелд (Katharinenfeld)
3. 1864-1878. Катаринфелд
4. 1878-1918. Каталинфалва (Katarinfalva)
5. 1918-1920. Катарина
6. 1920-1922. Катариновац
7. 1922-1941. Катарина
8. 1941-1944. Катереинфелд
9. 1944-1947. Катарина (било је предложено Толбухиново)
10. 1947-1948. Тополовац
11. 1948-1949. Банатски Тополовац
12. 1949 - Равни Тополовац 2[2]

## Подаци о селу и његовој прошлости
Село припада средњем Банату, налази се 21 km североисточно од Зрењанина и по изградњи инфраструктурних објеката и модерних кућа за становање може се мерити са насељима градског карактера.
Насеље под именом Тополовац се први пут помиње у Тамишком Банату у XIV веку. Према једној легенди која је забележена почетком XX века, становништво тог старог Тополовца, које се налазило на Тамишу иселило се на север због најезде Турака у XVI веку. Исто тако иселило се због турске најезде и становништво једног насеља које се налазило у атару Равног Тополовца, близу данашњег села. Оно је повлачећи се на север, према легенди, све драгоцености и благо ставило у црквена звона и потопили у црквени бунар. Легенда о благу дуго се одржала у Угарској, па су чак долазили пустолови да траже бунар са благом из Кечкеметског краја у Мађарској. Према казивањима најстаријих становника Тополовца, ово насеље звало се „Света Марија“, а други кажу да се звало „Мали Кечкемет“. На старим угарским картама Баната у атару места убележено је насеље Кендереш, близу данашњег села. Ово име се сачувало у атару данашњег села све до Другог светског рата. Старо је и име Шозов за канал који пролази поред села и спаја Тамиш и Бегеј, које је изведено од старог српског насеља које се јавља у овом делу Баната. Данашње насеље настало је на поседу покатоличене и помађарене јерменске породице Киш, која је најпре живела у Чанаду. Она је успела да се уздигне захваљујући услугама које су у XVIII веку пружали Хабзбурговцима. Племићку титулу овој породици доделила је Марија Терезија, Аустријска царица. Закупац и арендатор Исак Киш, који се обогатио закупом Беља и трговином стоком и вином у Бачкој, купио је на лицитацији у Бечу 1. августа 1781. године за 647.750 форинти Елемирско-Итебејско властелинство од Бечке коморе. Како становници Итебеја, Торка и Сент Ђерђа (Житишта) нису хтели да прихвате Киша за свог властелина избила је 1782. године побуна због чега је 12 побуњеника кажњено. Интервенисала је и војска. После смиривања стања, управу над Итебејским властелинством Киш је препустио свом најмлађем сину Николи који је био ожењен Катарином фон Лукач Исекуц.
Данашње село основала је спахиница Катарина фон Лукач Исекуц која је била удата за Николу Киша, поседника Итебејског властелинства, на месту где је негде 1785. године он убијен. Највероватније да је страдао од побуњеника који су се још увек чврсто држали желећи да поврате своја камарална права. На Карти Војне границе Рудолфа Шмита из 1787. године, већ се налази уцртан топоним Катарина на данашњој локацији. (Војводина; књ. 2, Прометеј, 2008; стр. 269). Село је касније добило име Катаринафелд по њеном имену. То се поклапало са државним интересима јер је тиме ојачан загранични део немачким „јобађима“ после велике провале Турака у Банат 1791. године. Катарина је 1808. започела изградњу цркве која је завршена 1812. године. Место је током XIX века добило и друге установе неопходне за развој.
Структура становништва је измењена 1945/46. колонизацијом претежно српског становништва са подручја Херцеговине и разних крајева Босне.
У Првом светском рату место је ослобођено 17. новембра 1918.

## Демографија
У насељу Равни Тополовац живи 1450 пунолетних становника, а просечна старост становништва износи 42,4 година (41,1 код мушкараца и 43,6 код жена). У насељу има 466 домаћинстава, а просечан број чланова по домаћинству је 2,90.
Ово насеље је углавном насељено Србима (према попису из 2002. године), а у последња четири пописа, примећен је пад у броју становника.
|  |

| Демографија | Демографија | Демографија |
| Година      | Становника  | Становника  |
| ----------- | ----------- | ----------- |
| 1948.       | 2.454       |             |
| 1953.       | 2.086       |             |
| 1961.       | 2.096       |             |
| 1971.       | 1.817       |             |
| 1981.       | 1.656       |             |
| 1991.       | 1.445       | 1.407       |
| 2002.       | 1.352       | 1.483       |
| 2011.       | 1.137       |             |

| Етнички састав према попису из 2002.‍ | Етнички састав према попису из 2002.‍ | Етнички састав према попису из 2002.‍ | Етнички састав према попису из 2002.‍ | Етнички састав према попису из 2002.‍ |
| ------------------------------------ | ------------------------------------ | ------------------------------------ | ------------------------------------ | ------------------------------------ |
|                                      |                                      |                                      |                                      |                                      |
| Срби                                 | Срби                                 |                                      | 1.191                                | 88,09%                               |
| Роми                                 | Роми                                 |                                      | 59                                   | 4,36%                                |
| Хрвати                               | Хрвати                               |                                      | 17                                   | 1,25%                                |
| Румуни                               | Румуни                               |                                      | 5                                    | 0,36%                                |
| Мађари                               | Мађари                               |                                      | 5                                    | 0,36%                                |
| Македонци                            | Македонци                            |                                      | 3                                    | 0,22%                                |
| Југословени                          | Југословени                          |                                      | 3                                    | 0,22%                                |
| Црногорци                            | Црногорци                            |                                      | 2                                    | 0,14%                                |
| Бугари                               | Бугари                               |                                      | 1                                    | 0,07%                                |
| непознато                            | непознато                            |                                      | 1                                    | 0,07%                                |

| \| \| м \| \| \| ж \| \| ? \| 1 \| \| \| 4 \| \| 80+ \| 13 \| \| \| 21 \| \| 75—79 \| 24 \| \| \| 46 \| \| 70—74 \| 40 \| \| \| 35 \| \| 65—69 \| 46 \| \| \| 63 \| \| 60—64 \| 45 \| \| \| 50 \| \| 55—59 \| 34 \| \| \| 43 \| \| 50—54 \| 39 \| \| \| 34 \| \| 45—49 \| 52 \| \| \| 39 \| \| 40—44 \| 54 \| \| \| 55 \| \| 35—39 \| 46 \| \| \| 53 \| \| 30—34 \| 39 \| \| \| 36 \| \| 25—29 \| 40 \| \| \| 28 \| \| 20—24 \| 33 \| \| \| 27 \| \| 15—19 \| 46 \| \| \| 47 \| \| 10—14 \| 46 \| \| \| 49 \| \| 5—9 \| 37 \| \| \| 29 \| \| 0—4 \| 26 \| \| \| 32 \| \| Просек : \| 41,1 \| \| \| 43,6 \| |      |  |  |      |
| |      |  |  |      |
| | м    |  |  | ж    |
| ? | 1    |  |  | 4    |
| 80+ | 13   |  |  | 21   |
| 75—79 | 24   |  |  | 46   |
| 70—74 | 40   |  |  | 35   |
| 65—69 | 46   |  |  | 63   |
| 60—64 | 45   |  |  | 50   |
| 55—59 | 34   |  |  | 43   |
| 50—54 | 39   |  |  | 34   |
| 45—49 | 52   |  |  | 39   |
| 40—44 | 54   |  |  | 55   |
| 35—39 | 46   |  |  | 53   |
| 30—34 | 39   |  |  | 36   |
| 25—29 | 40   |  |  | 28   |
| 20—24 | 33   |  |  | 27   |
| 15—19 | 46   |  |  | 47   |
| 10—14 | 46   |  |  | 49   |
| 5—9 | 37   |  |  | 29   |
| 0—4 | 26   |  |  | 32   |
| Просек : | 41,1 |  |  | 43,6 |

| Година пописа     | 1948. | 1953. | 1961. | 1971. | 1981. | 1991. | 2002. |
| ----------------- | ----- | ----- | ----- | ----- | ----- | ----- | ----- |
| Број домаћинстава | 450   | 396   | 449   | 458   | 460   | 466   | 466   |

| Број чланова      | 1   | 2   | 3  | 4  | 5  | 6  | 7 | 8 | 9 | 10 и више | Просек |
| ----------------- | --- | --- | -- | -- | -- | -- | - | - | - | --------- | ------ |
| Број домаћинстава | 100 | 121 | 79 | 95 | 40 | 25 | 5 | 1 | 0 | 0         | 2,90   |

| Пол    | Укупно | Неожењен/Неудата | Ожењен/Удата | Удовац/Удовица | Разведен/Разведена | Непознато |
| ------ | ------ | ---------------- | ------------ | -------------- | ------------------ | --------- |
| Мушки  | 552    | 167              | 335          | 36             | 14                 | 0         |
| Женски | 581    | 122              | 340          | 116            | 3                  | 0         |
| УКУПНО | 1.133  | 289              | 675          | 152            | 17                 | 0         |

| Пол    | Укупно                    | Пољопривреда, лов и шумарство | Рибарство                            | Вађење руде и камена | Прерађивачка индустрија       |
| ------ | ------------------------- | ----------------------------- | ------------------------------------ | -------------------- | ----------------------------- |
| Мушки  | 286                       | 84                            | 0                                    | 1                    | 94                            |
| Женски | 190                       | 40                            | 0                                    | 1                    | 67                            |
| Укупно | 476                       | 124                           | 0                                    | 2                    | 161                           |
|        |                           |                               |                                      |                      |                               |
| Пол    | Производња и снабдевање   | Грађевинарство                | Трговина                             | Хотели и ресторани   | Саобраћај, складиштење и везе |
| Мушки  | 9                         | 15                            | 26                                   | 6                    | 14                            |
| Женски | 3                         | 1                             | 33                                   | 4                    | 0                             |
| Укупно | 12                        | 16                            | 59                                   | 10                   | 14                            |
|        |                           |                               |                                      |                      |                               |
| Пол    | Финансијско посредовање   | Некретнине                    | Државна управа и одбрана             | Образовање           | Здравствени и социјални рад   |
| Мушки  | 1                         | 1                             | 18                                   | 7                    | 5                             |
| Женски | 2                         | 2                             | 9                                    | 12                   | 13                            |
| Укупно | 3                         | 3                             | 27                                   | 19                   | 18                            |
|        |                           |                               |                                      |                      |                               |
| Пол    | Остале услужне активности | Приватна домаћинства          | Екстериторијалне организације и тела | Непознато            | Непознато                     |
| Мушки  | 4                         | 0                             | 0                                    | 1                    | 1                             |
| Женски | 3                         | 0                             | 0                                    | 0                    | 0                             |
| Укупно | 7                         | 0                             | 0                                    | 1                    | 1                             |

## Галерија
- Некадашња католичка црква
- Место бивше католичке цркве
- Православна црква